# Systropus rufifemur
Systropus rufifemur är en tvåvingeart som beskrevs av Günther Enderlein 1926. Systropus rufifemur ingår i släktet Systropus och familjen svävflugor. Inga underarter finns listade i Catalogue of Life.